# Il morso del pipistrello
Il morso del pipistrello è una pellicola horror fantascientifica statunitense del 1974 diretto dal regista Jerry Jameson.

## Trama
John Peck è un ricercatore esperto di chirotterologia sposato da poco tempo. Un giorno decide di annullare temporaneamente la luna di miele per partecipare, assieme alla novella moglie Cathy ad una visita speleologica presso il parco nazionale delle Carlsbad Caverns, nel Nuovo Messico. Durante l'escursione, la coppia si separa dal gruppo dei visitatori per appartarsi e consumare un rapporto sessuale. Ma la donna cade in una grotta circondata da pipistrelli e John, nel tentativo di soccorrerla, viene morso alla mano da una volpe volante.
All'inizio John sembra non farci tanto caso, dato che la ferita si rimargina completamente, ma poi comincia ad avvertire delle strane allucinazioni sui pipistrelli e sintomi simile alla rabbia. Si fa visitare da un altro medico, il dottor Kipling, che cerca di curare i suoi sintomi, ma il trattamento non sembra funzionare, in quanto ogni notte il protagonista si tramuta in un mostruoso pipistrello vampiro antropomorfo, diventando involontariamente responsabile di una serie di delitti e attirando così l'attenzione di Ward, un cinico sergente della polizia locale.
Durante la degenza, il dottor Kipling inizia a domandarsi se quello che fa John ogni notte si solo frutto della sua immaginazione e suggerisce di consultare uno psichiatra. Ma il ricercatore fugge dall'ospedale e ritorna alla grotta, per cercare consolazione comportandosi come un pipistrello.
La polizia continua con le indagini e John, dopo alcuni giorni di sparizione, ritorna al motel dove la coppia alloggia da tempo e si ricongiunge con Cathy, con cui andrà a letto con lei. Durante il rapporto, tuttavia, il ricercatore subisce lentamente la mutazione in pipistrello vampiro. A metamorfosi compiuta, Cathy riapre gli occhi e, alla vista del marito sotto forma di pipistrello, urla terrorizzata, per poi crollare (forse) svenuta. Il proprietario del motel, udite le grida della donna, si reca nella sua stanza e la trova ancora a letto. Svegliandola, l'uomo rivela a Cathy di avere avuto probabilmente un incubo e lascia la stanza dicendole di richiamarlo qualora avesse bisogno di lui. Lei, guardando verso la finestra, capisce addolorata che suo marito è nuovamente fuggito, a sua insaputa, verso la grotta dei pipistrelli.
Nel frattempo, Ward, già sospettoso di John, ritrova quest'ultimo nella caverna, il quale, sotto forma di pipistrello vampiro, lo aggredisce. Il poliziotto, tornato sui suoi passi dopo essere sopravvissuto, rivela a Cathy l'esatta posizione di suo marito ed entrambi partono alla sua ricerca. Ma uno stormo di pipistrelli attacca l'autopattuglia e ferisce gravemente Ward, dopodiché quest'ultimo si suicida con un colpo di fucile.
Alla fine, Cathy, salvatosi dall'attacco, si tramuterà anch'ella in un pipistrello vampiro (implicitamente infettata dopo aver fatto sesso con John) e si unisce nuovamente con suo marito nella caverna.